# Jane Greer
Jane Greer (* 9. September 1924 in Washington, D.C. als Bettejean Greer; † 24. August 2001 in Los Angeles) war eine US-amerikanische Schauspielerin.

## Leben und Werk
Nach dem Gewinn eines Schönheitswettbewerbs bereits im Kleinkindalter arbeitete sie seit ihrer Teenagerzeit als Model für Pelze und später dank ihrer Contraalto-Altstimme als Sängerin einer Bigband, meist für Enric Madrigueras Orchester im Latin Club Del Rio in Washington, D.C. Ihren eigenen Angaben zufolge erlitt sie mit 15 Jahren eine Gesichtslähmung. Die daraufhin folgenden therapeutischen Übungen hätten ihrer Meinung nach erst ihre schauspielerische Ausdrucksfähigkeit ermöglicht.
Howard Hughes entdeckte sie für das Filmgeschäft, nachdem er ein Photo von ihr im Life-Magazin sah, auf dessen Titelblatt sie am 2. Juni 1947 zu sehen war. Ihr größter Erfolg war die Rolle der Femme fatale Kathie Moffat in dem Film-noir-Klassiker Goldenes Gift an der Seite von Robert Mitchum aus dem Jahr 1947. Neben Goldenes Gift drehte sie noch weitere drei Filme für RKO Pictures, darunter eine Verfilmung des Comics Dick Tracy aus dem Jahr 1945. In Die rote Schlinge, einem Film noir von Regisseur Don Siegel, spielte sie 1949 erneut an der Seite von Robert Mitchum.
1953 zog Jane Greer sich für ihr Familienleben weitgehend aus dem Filmgeschäft zurück und übernahm nur noch sporadisch einzelne Rollen, unter anderem Gastauftritte in Fernsehserien. 1984 erhielt sie in Gegen jede Chance, der Neuverfilmung von Goldenes Gift, die Rolle der Mutter von Kathie Moffat, beziehungsweise Jessie Wyler. Eine ihrer letzten Rollen war die der Restaurantkritikerin und gescheiterten Schauspielerin Vivian Smythe Niles in David Lynchs Mysteryserie Twin Peaks.

## Privatleben
1943 heiratete sie den amerikanischen Sänger, Entertainer, Schauspieler und Bandleader Rudy Vallée (1901–1986). Die Ehe wurde 1944 geschieden. Im Jahr 1947 heiratete sie den Anwalt und Geschäftsmann Edward Lasker (1912–1997), mit dem sie drei Kinder bekam. Jane Greer starb im Alter von 76 Jahren an Krebs und wurde auf dem Westwood Village Memorial Park Cemetery in Los Angeles begraben.
Ihr Sohn Lawrence Lasker wurde zweimal für den Oscar nominiert – als Produzent von Zeit des Erwachens und als Drehbuchautor von WarGames – Kriegsspiele. Sein Bruder Alex Lasker ist ebenfalls in der Filmbranche tätig und wurde unter anderem als Drehbuchautor von Firefox, Rangoon – Im Herzen des Sturms und Tränen der Sonne bekannt.

## Filmografie (Auswahl)
- 1945: Pan-Americana
- 1945: Dick Tracy
- 1947: Sindbad der Seefahrer (Sinbad the Sailor)
- 1947: Goldenes Gift (Out of the Past)
- 1948: Gangster der Prärie (Station West)
- 1949: Die rote Schlinge (The Big Steal)
- 1951: Auf Bewährung freigelassen (The Company She Keeps)
- 1952: Im Schatten der Krone (The Prisoner of Zenda)
- 1953: Die Tränen des Clowns (The Clown)
- 1956: Der Sonne entgegen (Run for the Sun)
- 1957: Der Mann mit den 1000 Gesichtern (Man of a Thousand Faces)
- 1959: Bonanza (Fernsehserie, 1 Folge)
- 1964: Wohin die Liebe führt (Where Love Has Gone)
- 1965: Billie
- 1973: Revolte in der Unterwelt (The Outfit)
- 1975: Columbo: Traumschiff des Todes (Troubled Waters, Fernsehreihe)
- 1978: Quincy (Fernsehserie, 1 Folge)
- 1979: Boomer, der Streuner (Pilotfilm: Boomers Weihnachtsfest)
- 1984: Gegen jede Chance (Against All Odds)
- 1984–1985: Falcon Crest (Fernsehserie, 6 Folgen)
- 1988: Mord ist ihr Hobby (Fernsehserie, 1 Folge)
- 1989: Second Hand Familie (Immediate Family)
- 1990: Twin Peaks (Fernsehserie, 3 Folgen)
- 1996: Perfect Mate

## Einzelbelege
1. ↑  opernlexikon/opern-lexikon - musikalische grundbegriffe von a-z. Abgerufen am 2. Februar 2021.
2. ↑  Jane Greer Biography. In: PerfectPeople.net. Archiviert vom Original am 6. Juni 2008; abgerufen am 7. Dezember 2007 (englisch).
3. ↑  Jane Greer im Life-Magazine (Memento des Originals vom 3. März 2016 im Internet Archive)  Info: Der Archivlink wurde automatisch eingesetzt und noch nicht geprüft. Bitte prüfe Original- und Archivlink gemäß Anleitung und entferne dann diesen Hinweis., 1947
4. ↑  Jane Greer (Memento vom 15. März 2016 im Internet Archive) bei AllMovie (englisch)
5. ↑  Eintrag bei filmreference.com

| Personendaten    | Personendaten                                |
| ---------------- | -------------------------------------------- |
| NAME             | Greer, Jane                                  |
| ALTERNATIVNAMEN  | Greer, Bettejean                             |
| KURZBESCHREIBUNG | US-amerikanische Schauspielerin              |
| GEBURTSDATUM     | 9. September 1924                            |
| GEBURTSORT       | Washington, D.C., Vereinigte Staaten         |
| STERBEDATUM      | 24. August 2001                              |
| STERBEORT        | Los Angeles, Kalifornien, Vereinigte Staaten |